# Christina Roslyng
Christina Roslyng Christiansen (* 10. Juli 1978 in Juelsminde, Dänemark) ist eine ehemalige dänische Handballspielerin. Ihr Spitzname ist „Luffe“ (deutsch: „Flosse“).

## Karriere
Christina begann das Handballspielen im Alter von elf Jahren bei Klarkring. Anschließend lief sie für HSR Hornsyld, Horsens HK, Viborg HK und KIF Kolding auf. Ab Januar 2005 musste sie aufgrund der Folgen einer Rückenverletzung pausieren. Während der Verletzungspause wurde Roslyng schwanger, woraufhin sie ihre sportliche Karriere unterbrach. Im Sommer 2006 setzte sie ihre Karriere beim dänischen Zweitligisten SønderjyskE fort. Ab 2007 spielte sie nochmals bei Viborg HK, wo sie ein Jahr später ihre Karriere beendete. Mit Viborg sammelte sie auf Vereinsebene diverse Titel, unter anderem gewann sie 1999 den EHF-Pokal. Mit der dänischen Handballnationalmannschaft gewann die 1,69 m große Spielerin die Olympischen Spiele 2000 und die Europameisterschaft 2002.
Vom 1. Juli 2006 bis 2009 war sie mit Lars Christiansen verheiratet. Im Oktober 2012 gaben die beiden bekannt, dass sie wieder ein Paar sind. Gemeinsam haben sie zwei Söhne. Ihr Sohn Frederik Roslyng spielt Fußball beim dänischen Verein AC Horsens.
Roslyng und Lars Christiansen trainieren seit dem Jahre 2017 eine Jugendmannschaft beim dänischen Verein Klakring IF. Zwischen März 2020 und Dezember 2023 war sie bei der dänischen Frauennationalmannschaft als Teammanagerin tätig.

## Erfolge
- Viborg HK
  - Dänische Meisterin: 1999, 2000, 2001, 2002, 2008
  - EHF-Pokal-Siegerin: 1999
  - Champions League Finalist: 2001
- Dänische Nationalmannschaft
  - Europameisterin 2002
  - Vize-Europameisterin 1998
  - Gewinnerin der olympischen Goldmedaille 2000